# Martyn Petrovič Španberg
Martyn Petrovič Španberg (in russo Марты́н Петро́вич Шпа́нберг?; 31 dicembre 1696 – Kronštadt, 26 settembre 1761) è stato un navigatore ed esploratore russo di origine danese. Prese parte alla prima e alla seconda spedizione in Kamčatka.

## Biografia

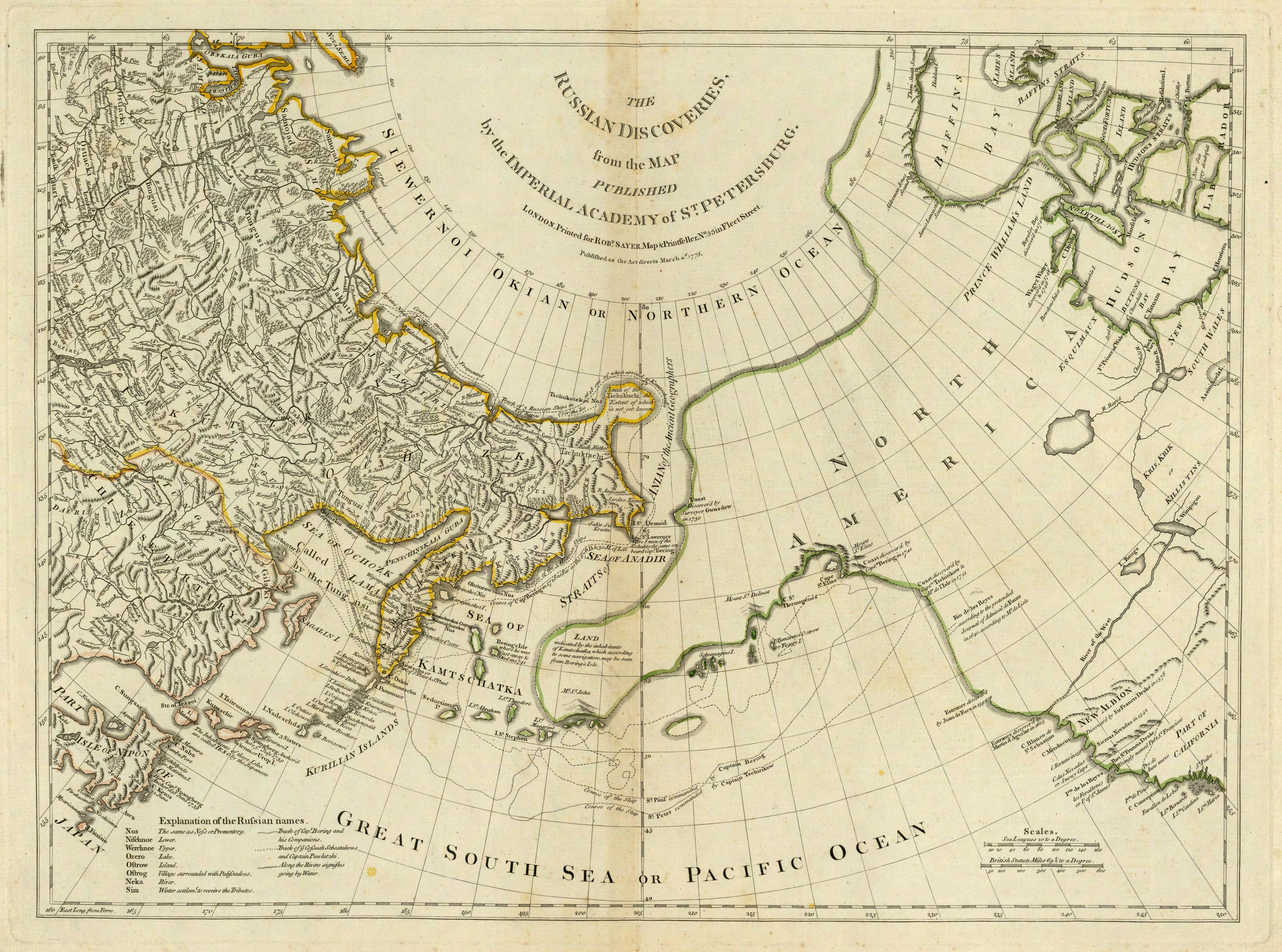
Thomas Jefferys: Le scoperte russe, London 1776

Il suo nome era Morten o Martin Pedersen Spang(s)berg divenuto in russo Martyn Petrovič Španberg; era nato nella parrocchia di Jerne Sogn (municipalità di Esbjerg), in Danimarca. Sottotenente di vascello della marina danese prestava servizio in Russia. Partecipò con il suo connazionale Vitus Bering a entrambe le spedizioni in Kamčatka come secondo in comando. Egli è meglio conosciuto per la ricerca di una rotta marittima per il Giappone e per aver esplorato, negli anni 1738-40, le isole Curili (una delle quali, Šikotan, fu ribattezzata Španberg dai russi nel 1796). Le informazioni raccolte durante le spedizioni del capitano Spanberg furono essenziali nella compilazione della parte orientale della mappa generale dell'Impero russo, redatta nel 1745.

## Luoghi a lui dedicati
- Vetta Spamberg (пик Спамберг), nella parte meridionale dell'isola di Sachalin, 47°34′13″N 142°11′32″E.
- Capo e monte Španberg (мыс и гора Шпанберга)[3], nel golfo dell'Anadyr' 64°42′47″N 174°38′09″E.
- Stretto di Spanberg (пролив Шпанберга), che divide Šikotan da Polonskogo.